# Grästorp
Grästorp è una città della Svezia, capoluogo del comune omonimo, nella contea di Västra Götaland. Ha una popolazione di 2.917 abitanti.
Ci è nato il calciatore Marcus Dahlin.